# Scleranthus
Scleranthus es un género  de plantas con flores  perteneciente a la familia de las cariofiláceas. Comprende 293 especies descritas y de estas, solo 4 aceptadas.

## Descripción
Son plantas anuales o malas hierbas perennifolias. Tallos procumbentes para erectos, pubescentes a lo largo de uno o dos lados opuestos. Hojas opuestas, lineares, ampliándose abajo en membranas unidas y a menudo bases ciliolada; estípulas ausentes. Flores pequeñas, dispuestas en cimas laxas o densas, axilares o terminales; brácteas semejantes a las hojas. Sépalos 5, iguales o casi. Pétalos ausentes. Estambres 1-10 (1-10 fértil). Ovario bi-valva, estilos 2, de largo, filiforme. Fruto como una núcula, encerrada por el cáliz (más el muro ampliado de la zona perigino). Las semillas lisas.

## Propiedades
Scleranthus se ha enumerado como una de las 38 plantas que se utilizan para preparar los remedios florales de Bach, un tipo de medicina alternativa promovida por su efecto en la salud. Sin embargo, según Cancer Research UK, "no hay evidencia científica que demuestre que los remedios florales puedan controlar, curar o prevenir cualquier tipo de enfermedad, incluyendo el cáncer".

## Taxonomía
El género fue descrito por Carlos Linneo y publicado en Species Plantarum 1: 406. 1753. La especie tipo es: Scleranthus annuus L.

## Especies aceptadas
A continuación se brinda un listado de las especies del género Scleranthus aceptadas hasta octubre de 2013, ordenadas alfabéticamente. Para cada una se indica el nombre binomial seguido del autor, abreviado según las convenciones y usos.
- Scleranthus annuus L.
- Scleranthus perennis L.
- Scleranthus peruvianus Muschl.
- Scleranthus uncinatus Schur